# Tsutomu Nishino
Tsutomu Nishino (født 13. marts 1971) er en tidligere japansk fodboldspiller.
Han har spillet for flere forskellige klubber i sin karriere, herunder Urawa Reds.